# Liste der Bodendenkmäler in Velden (Vils)
Auf dieser Seite sind die Bodendenkmäler in dem niederbayerischen Markt Velden zusammengestellt. Diese Tabelle ist eine Teilliste der Liste der Bodendenkmäler in Bayern. Grundlage ist die Bayerische Denkmalliste, die auf Basis des Bayerischen Denkmalschutzgesetzes vom 1. Oktober 1973 erstmals erstellt wurde und seither durch das Bayerische Landesamt für Denkmalpflege geführt wird. Die folgenden Angaben ersetzen nicht die rechtsverbindliche Auskunft der Denkmalschutzbehörde.

## Bodendenkmäler in Velden

### Bodendenkmäler in der Gemarkung Babing
| Lage              | Objekt | Akten-Nr.     | Bild |
| ----------------- | --- | ------------- | ---- |
| Babing (Standort) | Verebneter Burgstall des Mittelalters. | D-2-7639-0011 |      |
| Babing (Standort) | Untertägige mittelalterliche und frühneuzeitliche Befunde im Bereich der katholischen Kirche St. Leonhard in Erlach und ihrer Vorgängerbauten.       | D-2-7639-0056 |      |
| Babing (Standort) | Untertägige mittelalterliche und frühneuzeitliche Befunde im Bereich der katholischen Kirche St. Andreas in Schlegelsreit und ihrer Vorgängerbauten. | D-2-7639-0091 |      |

### Bodendenkmäler in der Gemarkung Eberspoint
| Lage                  | Objekt | Akten-Nr.     | Bild           |
| --------------------- | --- | ------------- | -------------- |
| Eberspoint (Standort) | Burgstall des Mittelalters. | D-2-7639-0003 |                |
| Eberspoint (Standort) | Verebnete Grabhügel vorgeschichtlicher Zeitstellung. | D-2-7639-0005 |                |
| Eberspoint (Standort) | Siedlung vor- und frühgeschichtlicher Zeitstellung. | D-2-7639-0006 |                |
| Eberspoint (Standort) | Siedlung der römischen Kaiserzeit und des Mittelalters bzw. der Neuzeit. | D-2-7639-0024 |                |
| Eberspoint (Standort) | Untertägige mittelalterliche und frühneuzeitliche Befunde im Bereich der katholischen Kirche St. Laurentius in Alteberspoint und ihrer Vorgängerbauten.                                   | D-2-7639-0041 |                |
| Eberspoint (Standort) | Untertägige mittelalterliche und frühneuzeitliche Befunde im Bereich der katholischen Pfarrkirche St. Andreas in Eberspoint und ihrer Vorgängerbauten.                                    | D-2-7639-0043 | weitere Bilder |
| Eberspoint (Standort) | Untertägige mittelalterliche und frühneuzeitliche Befunde im Bereich des abgegangenen Schlosses in Eberspoint, darunter Spuren von Nebengebäuden, Vorgängerbauten bzw. älterer Bauphasen. | D-2-7639-0044 |                |
| Eberspoint (Standort) | Verebnetes Grabenwerk und Siedlung vor- und frühgeschichtlicher Zeitstellung. | D-2-7639-0121 |                |
| Eberspoint (Standort) | Siedlung vor- und frühgeschichtlicher Zeitstellung. | D-2-7639-0122 |                |

### Bodendenkmäler in der Gemarkung Neufraunhofen
| Lage                     | Objekt | Akten-Nr.     | Bild |
| ------------------------ | --- | ------------- | ---- |
| Neufraunhofen (Standort) | Verebneter Kreisgraben vor- und frühgeschichtlicher Zeitstellung.                                                                                         | D-2-7639-0004 |      |
| Neufraunhofen (Standort) | Untertägige mittelalterliche und frühneuzeitliche Befunde im Bereich der katholischen Kirche St. Lambertus in Kleinvelden und ihrer Vorgängerbauten.      | D-2-7639-0068 |      |
| Neufraunhofen (Standort) | Untertägige mittelalterliche und frühneuzeitliche Befunde im Bereich der katholischen Kirche Heiligste Dreifaltigkeit in Kreuz und ihrer Vorgängerbauten. | D-2-7639-0081 |      |

### Bodendenkmäler in der Gemarkung Ruprechtsberg
| Lage                     | Objekt | Akten-Nr.     | Bild           |
| ------------------------ | --- | ------------- | -------------- |
| Ruprechtsberg (Standort) | Siedlung vor- und frühgeschichtlicher Zeitstellung. | D-2-7639-0007 |                |
| Ruprechtsberg (Standort) | Siedlung des Neolithikums und allgemein vor- und frühgeschichtlicher Zeitstellung. | D-2-7639-0008 |                |
| Ruprechtsberg (Standort) | Siedlung vor- und frühgeschichtlicher Zeitstellung. | D-2-7639-0009 |                |
| Ruprechtsberg (Standort) | Siedlung vor- und frühgeschichtlicher Zeitstellung. | D-2-7639-0010 |                |
| Ruprechtsberg (Standort) | Untertägige mittelalterliche und frühneuzeitliche Befunde im Bereich des ehemaligen Hofmarkschlosses von Biedenbach, darunter Spuren von Gartenanlagen, Nebengebäuden sowie Vorgängerbauten bzw. älterer Bauphasen. | D-2-7639-0049 |                |
| Ruprechtsberg (Standort) | Untertägige mittelalterliche und frühneuzeitliche Befunde im Bereich der katholischen Kirche Unsere Liebe Frau in Mariaberg mit aufgelassenem Friedhof und ihrer Vorgängerbauten.                                   | D-2-7639-0074 |                |
| Ruprechtsberg (Standort) | Untertägige mittelalterliche und frühneuzeitliche Befunde im Bereich der katholischen Kirche St. Rupertus in Ruprechtsberg und ihrer Vorgängerbauten.                                                               | D-2-7639-0089 | weitere Bilder |

### Bodendenkmäler in der Gemarkung Velden
| Lage              | Objekt | Akten-Nr.     | Bild           |
| ----------------- | --- | ------------- | -------------- |
| Velden (Standort) | St. Petrus in Velden Untertägige mittelalterliche und frühneuzeitliche Befunde im Bereich der katholischen Pfarrkirche St. Petrus in Velden und ihrer Vorgängerbauten. | D-2-7639-0039 | weitere Bilder |

### Bodendenkmäler in der Gemarkung Vilslern
| Lage                | Objekt | Akten-Nr.     | Bild                       |
| ------------------- | --- | ------------- | -------------------------- |
| Vilslern (Standort) | Siedlung der Linear- und Stichbandkeramik, der Münchshöfener Gruppe und der Urnenfelderzeit. | D-2-7639-0014 |                            |
| Vilslern (Standort) | Siedlung der Linear- und Stichbandkeramik, der Münchshöfener Gruppe und der Urnenfelderzeit. | D-2-7639-0015 |                            |
| Vilslern (Standort) | Verebnete Grabhügel vorgeschichtlicher Zeitstellung. | D-2-7639-0016 |                            |
| Vilslern (Standort) | Verebnetes Grabenwerk vor- und frühgeschichtlicher Zeitstellung. | D-2-7639-0017 |                            |
| Vilslern (Standort) | Siedlung vorgeschichtlicher Zeitstellung. | D-2-7639-0026 |                            |
| Vilslern (Standort) | Untertägige frühneuzeitliche Befunde im Bereich der Marienkapelle St. Barbara in Hofbruck und ihrer Vorgängerbauten.                                                                            | D-2-7639-0066 |                            |
| Vilslern (Standort) | Katholische Pfarrkirche St. Ulrich Untertägige mittelalterliche und frühneuzeitliche Befunde im Bereich der katholischen Pfarrkirche St. Ulrich in Untervilslern und ihrer Vorgängerbauten.     | D-2-7639-0085 | weitere Bilder             |
| Vilslern (Standort) | Untertägige mittelalterliche und frühneuzeitliche Befunde im Bereich der katholischen Kirche St. Erasmus in Vilssöhl und ihrer Vorgängerbauten.                                                 | D-2-7639-0101 |                            |
| Vilslern (Standort) | Untertägige mittelalterliche und frühneuzeitliche Befunde im Bereich des abgegangenen Hofmarksschlosses in Vilssöhl, darunter Spuren von Nebengebäuden, Vorgängerbauten bzw. älterer Bauphasen. | D-2-7639-0102 | Bodendenkmal D-2-7639-0102 |